# 越前王朝
越前王朝（えちぜんおうちょう）は、岡田英弘の提唱した日本古代史の学説。河内王朝、播磨王朝に続く倭国の王朝。継体天皇を初代とし、第126代天皇徳仁たる今日の皇室の直接の祖とされる。
ただし、『日本書紀』が推古天皇の治世（摂政聖徳太子）とする時期を描写する中国資料『隋書』は、倭国を訪問した隋使裴世清が、「オホキミと号し、妃や太子がいる男王と会見した」と記録している。そこで、推古天皇、聖徳太子の実在に疑念を持ち、「推古天皇と舒明天皇の間に、もうひとつ皇統の断絶があるのではないか」と岡田は指摘している。